# Tryggve Olafsson
Tryggve Olafsson († um 968) (Altnordisch: Tryggvi Óláfsson) war den Sagas zufolge Enkel des norwegischen Königs Harald Hårfagre. Historisch gesicherte Informationen über ihn gibt es nicht. Die von Lauritz Weibull begründete historisch-kritische Methode lehnt sichere Aussagen für die Geschichte vor 1200 rundweg ab. Die Nachfolgende Schilderung steht demgemäß unter diesem Vorbehalt.
Tryggve Olafsson soll Enkel von Harald Schönhaar und selbst (Unter-)König von Viken am Oslofjord, sowie von Vingulmark und Rånri gewesen sein. Diese Abstammung wird aber von zeitgenössischen Texten nicht gestützt, so dass man von einer Erfindung in späterer Zeit ausgeht. Er war in die Thronkämpfe nach dem Tod von Harald Schönhaar (933) involviert und der Vater von Olav I. Tryggvason, der als König von Norwegen (995–1000) entscheidend zur Christianisierung Norwegens beitrug.

## Herkunft

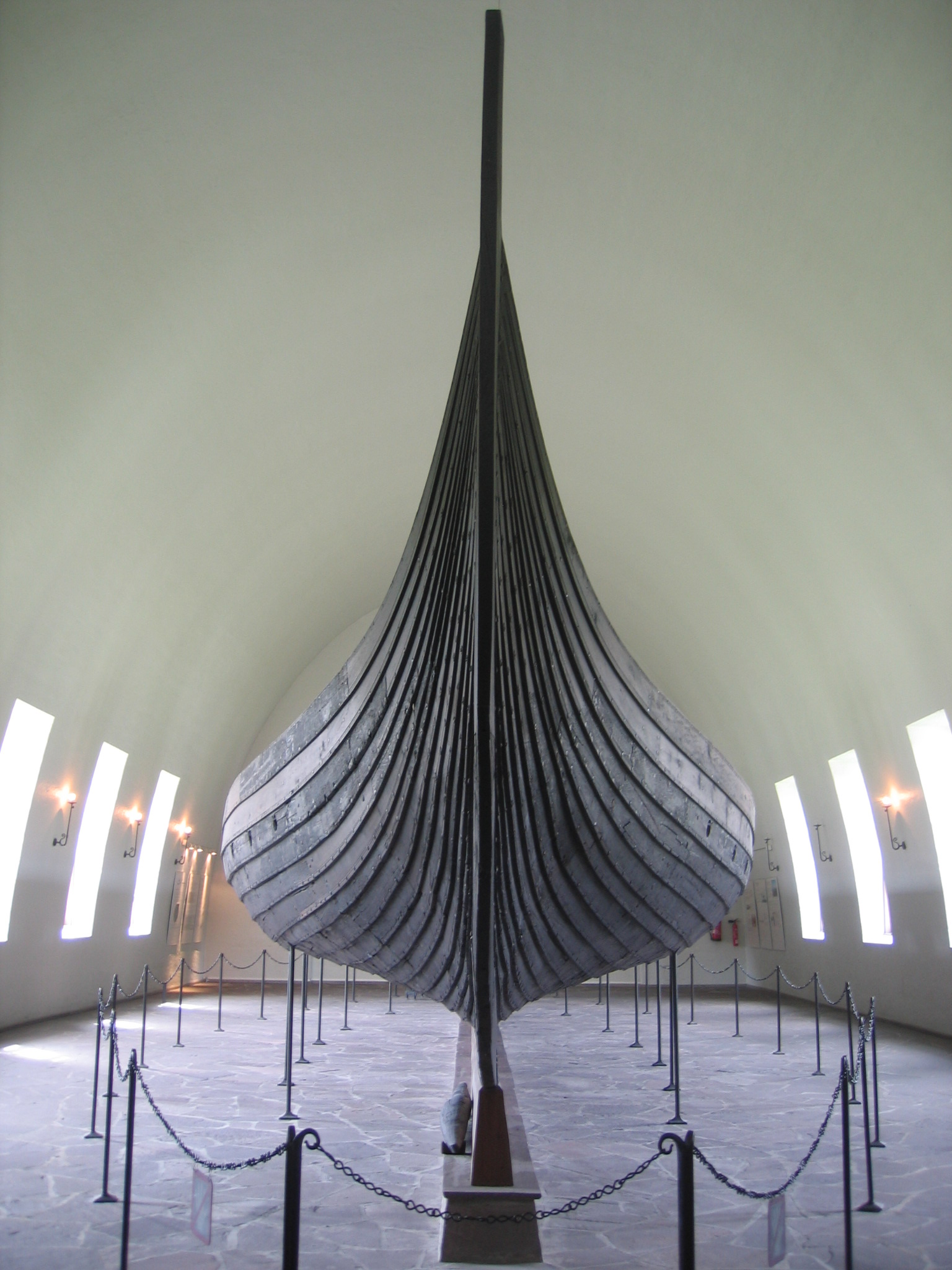
Das Gokstad-Schiff, in dem vermutlich Olav Haraldsson Geirstadalf, der Vater Tryggve Olafssons, begraben wurde

Tryggve war nach der „Heimskringla“, der von dem isländischen Staatsmann, Historiker und Dichter Snorri Sturluson (* 1179; † 1241) im 13. Jahrhundert niedergeschriebenen Geschichte der norwegischen Könige, ein Sohn von Olav Haraldsson Geirstadalf († 934), König von Vestfold und Vingulmark, der vermutlich am Gokstaf-Hof in Sandar, Westfold und zwar in dem großteils erhaltenen um 890 gebauten Gokstad-Schiff begraben wurde, das sich heute im Schiffsmuseum auf Bygdøy (in Oslo) befindet.

## Leben

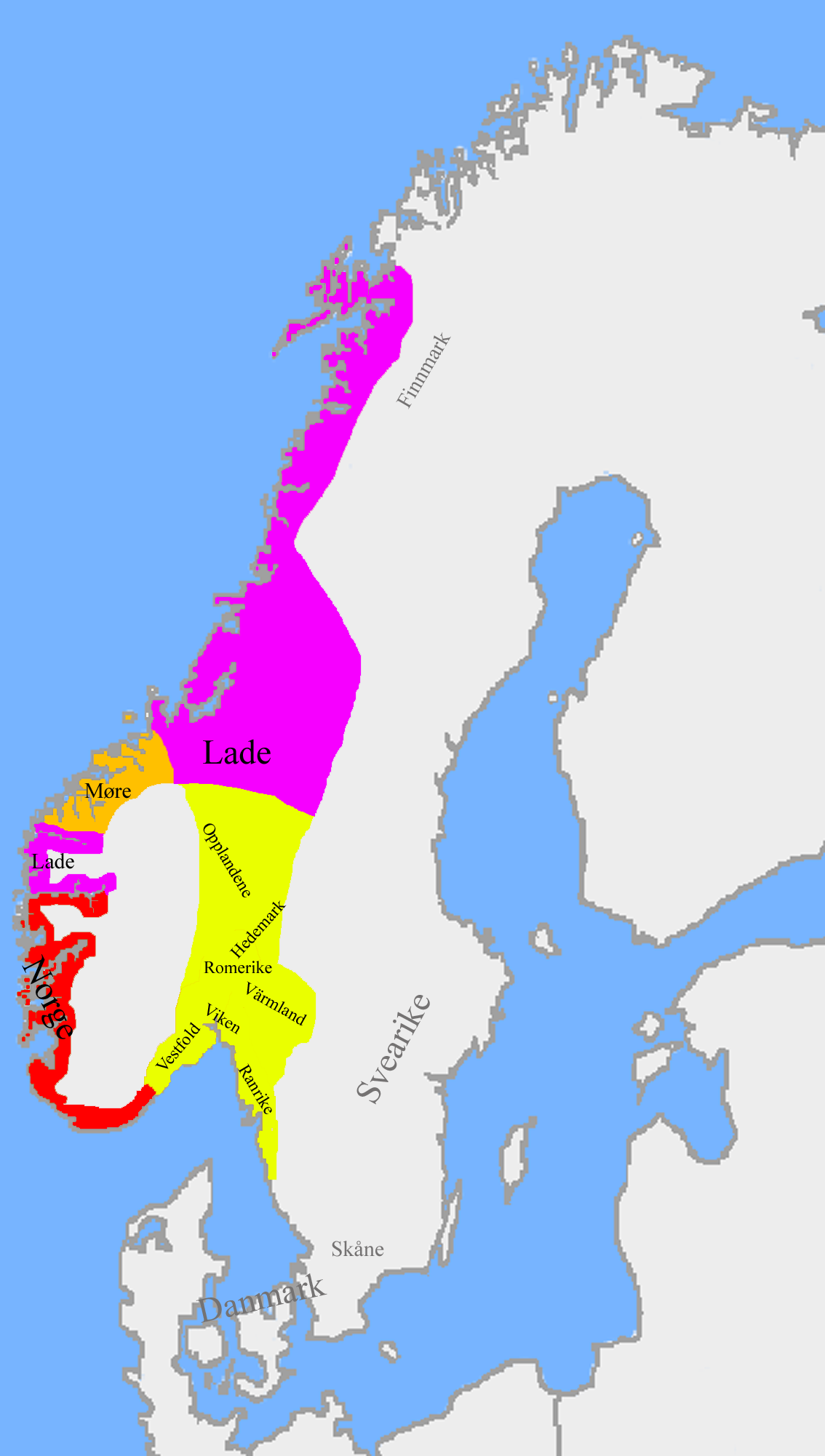
Norwegische Kleinkönigreiche um 930

In seiner Jugend erlebte Tryggve nach dem Tod von König Harald I. Schönhaar 931/933 die Machtkämpfe zwischen dessen Söhnen. Erik Blutaxt – ein von Harald I. zu seinem Nachfolger eingesetzter jüngerer Sohn – folgte als (Ober-)König von Norwegen, seine Thronfolge wurde jedoch von seinen Halbbrüdern bestritten, was zu jahrzehntelangen Bürgerkriegen führte. Tryggve war direkt betroffen, da sein Vater Olav Geistadalf sich als legitimen Nachfolger betrachtete und sich daher in seinem Machtbereich – dem Osten Norwegens – zum (Gegen-)König ausrufen ließ, wobei er sich zur Unterstützung seiner Ansprüche und zum Kampf gegen König Erik I. mit Sigröd Haraldsson, dem König von Trondheim, verbündete.
Schließlich kam es beim Gutshof Haugar (bei Tønsberg in der Provinz Vestfold) im Jahre 934 zum Entscheidungskampf, in dem die vereinigten Truppen von Tryggves Vater und dessen Verbündeten König Sigröd besiegt wurden und sowohl Tryggves Vater wie auch König Sigröd in der Schlacht fielen. Der Ort Haugar, wo der Vater Tryggves gefallen war, erlangte auch noch aus einem anderen Grund historische Bedeutung, da dort längere Zeit hindurch die Versammlungen der norwegischen Großen, das Haugarting, abgehalten wurde.

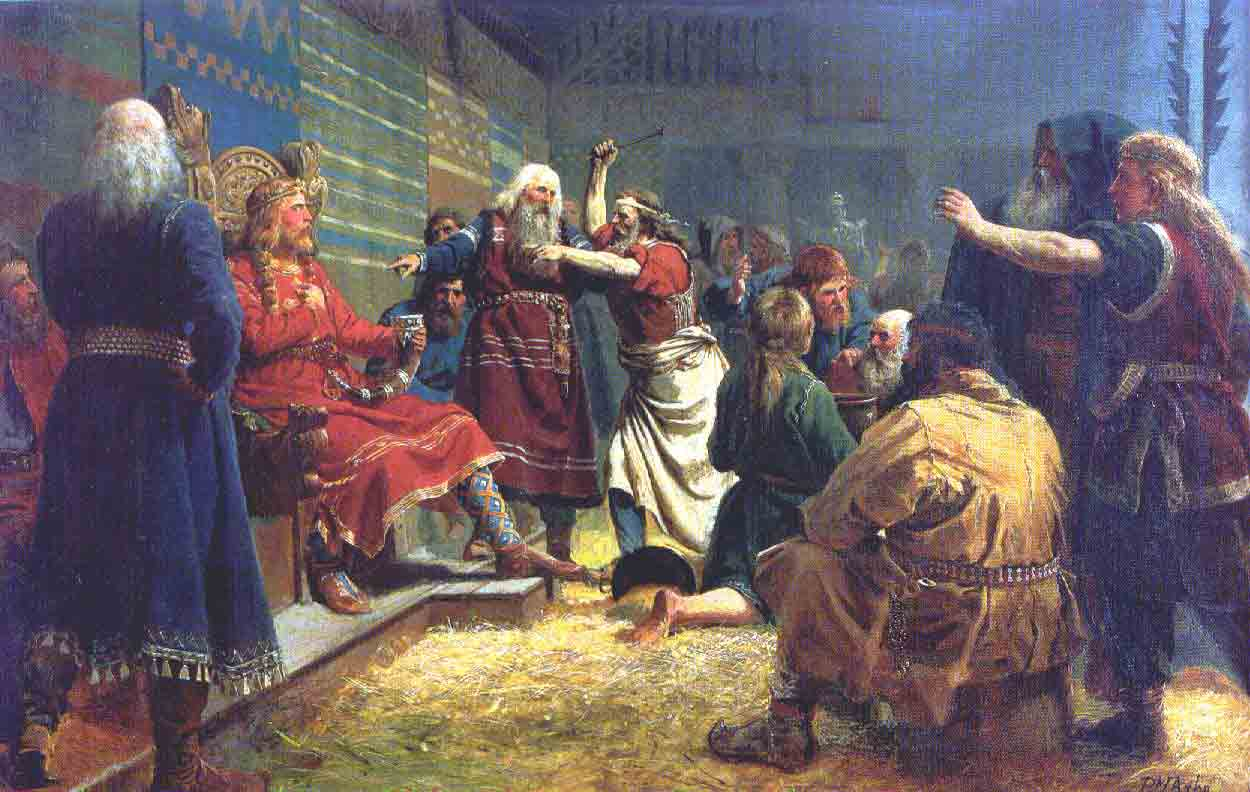
Håkon bei einer Audienz (Historiengemälde aus dem Jahr 1860 von Peter Nicolai Arbo)

Eine positive Wende für das Leben Tryggves ergab sich aus dem Umstand, dass die Herrschaft von König Erik I. auch von einem anderen Halbbruder Eriks, Haakon I. Haraldsson genannt Athelsteinsfostre, in Frage gestellt wurde. Dieser lebte 934 noch bei seinem Ziehvater, Aethelstan König von England (924–939). Als er von der Entwicklung in Norwegen erfuhr rüstete er mit Hilfe seines Ziehvaters eine Flotte aus, um damit in den Kampf um die Krone Norwegens eingreifen zu können. In Trondheim wurde er mit Hilfe von Jarl Sigurd von Hlader zum König ausgerufen. Mit seinem Heer begann König Haakon seinen Herrschaftsbereich auszuweiten, insbesondere in Vestland, Oppland und Viken, wobei er nach der Saga von König Haakon dem Guten im Jahre 935 Tryggve die von König Erik I. eingezogenen Güter seines Vaters zurückgab und ihn zum (Unter-)König von Vigulmark und Rånrike erhob. Da Tryggve jedoch noch minderjährig war, wurde für ihn ein Regentschaftsrat eingesetzt.
Nach der „Heimskringla“ unternahm Tryggve in seinen jungen Jahren Vikingerfahrten nach Irland und Schottland. Nach seiner Rückkehr von den Wikingerfahrten stand Tryggve weiterhin in der Gunst von König Haakon I. da dieser, als er sich im Jahre 946 in den Norden des Landes begab, um es zu befrieden, Tryggve zum (Unter-)König der Provinz Viken machte, und damit beauftragte, sie gegen die Söhne von König Erik zu verteidigen, die versuchten, die von ihrem Vater verlorene Herrschaft über Norwegen zurückzugewinnen. Tryggve erhielt zugleich auch die Herrschaft über – die noch zu erobernden – Ländereien, denen König Haakon I. im vorhergegangenen Sommer Steuerzahlungen auferlegt hatte.
König Haakon I. Haraldsson kämpfte in mehreren Schlachten gegen die Söhne von Erik Blutaxt. Obwohl die Sagas dies nicht erwähnen, kann man davon ausgehen, dass auch Tryggve als Neffe und Verbündeter an diesen Auseinandersetzungen teilgenommen hat. Schwere Kämpfe fanden etwa bei Avaldsnes im Jahre 953 und bei Rastarkalv im Jahre 955/57 statt – wo die Eriksöhne von einer dänischen Flotte unterstützt wurden, in denen König Haakon jeweils siegreich blieb. Auch in der Schlacht bei Fitjar im Jahre 961 – wo der dänischen König Harald Blauzahn den Erikssohn Harald Graufell unterstützte – blieb Haakon siegreich, wurde jedoch von einem Pfeil getroffen und erlag seinen Verletzungen.
Damit war für Harald II. Gråfell (Graufell), dem dritten Sohn von Erich Blutaxt, der Weg zur Krone Norwegens frei, die er schließlich von 961 bis um 970 trug. Gemeinsam mit seinen Brüdern ging er in der Folge daran, seine Herrschaft durch Beseitigung seiner Gegner zu erweitern und zu stabilisieren. Dadurch kam es schließlich auch zur Konfrontation mit Tryggve, der einen wesentlichen Teil Norwegens kontrollierte. Tryggve wurde von Gottorm Eriksson, seinem eigenen Halbbruder, im Auftrag von König Harald II. Graufell in eine Falle gelockt und ermordet.

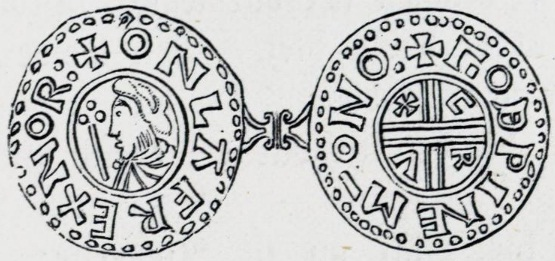
Münze von Olav Tryggvasson

Die Witwe Tryggves, Astrid Eiriksdottir, floh daraufhin – begleitet von ihrem Ziehvater Thorolf Lusarskeg – und gebar auf der Flucht ihren Sohn Olav Tryggvason. Verfolgt von Harald II. Graufell und seinen Leuten musste sie längere Zeit an verschiedenen Fluchtorten leben. So auch auf dem Landgut ihres Vaters Erik Bjodaskalle, wo sie im Frühjahr 964 nur knapp dem Versuch entging, sie und ihren Sohn Olav Tryggvason im Auftrag von König Harald Graufell zu fangen. Sie flüchtete daraufhin zu Hakon Gamle, einem Freund ihres Vaters.

## Ehe und Nachkommen
Tryggve hinterließ aus seiner Ehe mit Astrid Eiriksdottir, einer Tochter von Eirik Bjodaskalle in Oprustader folgende Nachkommen:
1. Ingeborg Tryggvadotter, ⚭ um 1000 Ragnvald Ulfsson „der Alte“ (* v. 960; † c. 1030), Enkel des legendären Vikingers Skoglar Toste[8], der Jarl von Västergötland und später Jarl von Staraja Ladoga und Ingrien war. (Aus dessen Beziehung mit Astrid Njalsdotter stammt gemäß der Hervarar-Saga Stenkil Ragnvaldsson, König von Schweden (1060–1066), der Stammvater des Stenkilgeschlechts.
2. Astrid Tryggvesdatter, ⚭ 996 Erling Skjalgsson, in Sola (bei Stavanger) † fällt 21. Dezember 1028.
  1. Aslak Erlingsson zu Sola; † 1028, ⚭ 1015 Sigrid Svendsdatter; † 1016, Tochter von Sven Jarl von Lade
  2. Skjalg Erlingsson; † 10. August 1062
  3. Sigurd Erlingsson,
  4. Lodin Erlingsson; † n. 1098,
  5. Tore Erlingsson
  6. Ragnhild Erlingsdatter, ⚭ Thorberg Arnesson (* um 1000; † 1050) zu Giske in Møre og Romsdal, aus dem  Giske-Geschlecht)
    1. Eystein Orre Thorbergsson; † fällt in der Schlacht von Stamford Bridge am 25. September 1066.
    2. Ogmund Thorbergsson auf Giske † in Rom 1103
      1. Skofte Ogmundsson, der ersten norwegischen Kreuzfahrer[9]

    3. Thora Thorbergsdatter (* Giske um 1025; † nach 1066), ⚭ 1048 I. Harald III. Hardradi König von Norwegen, ⚭ 2.) Svend II. Estridssen, König von Dänemark (Nachkommen aus 1. Ehe:
      1. Magnus II. Haraldsson König von Norwegen (1066–1069)
      2. Olav III. Haraldsson, genannt Olaf Kyrre (der Friedliche), König von Norwegen (1067–1093)

    4. Jorunn Thorbergsdatter, ⚭ Ulf Ospaksson „Stallare“; † fällt 1066

1. Olav I. Tryggvason (* 968; † 9. September 1000 in der Seeschlacht bei Svolder), König von Norwegen (995–1000) ⚭ I. Geira, eine wendische Prinzessin, ⚭ II. Gyda, eine Prinzessin aus Irland, ⚭ III. um 995 Gudrun Skaggesdatter, T. v. Skagge Asbjörnsson, ⚭ IV. Thyra Haraldsdatter, Prinzessin von Dänemark; † 9. September 1000, eine Tochter von König Harald Blauzahn († um 988) und Schwester von Sven Gabelbart, König von Dänemark. Aus 2. und 4. Ehe hatte er jeweils einen Sohn, die jedoch beide ohne Chance auf die Herrschaft und ohne Nachkommen verstarben. Nach Königs Olav I. Tod regierte sein Schwager, Sven Gabelbart, König von Dänemark, ab etwa 1002 auch als König von Norwegen. Als Reichsverweser wirkte von 1000 bis 1015 Jarl Erik Hakonsson der mit Gyda Svendsdatter, einer Tochter von König Sven Gabelbart verheiratet war.
  1. Ulf Ragnvaldsson Jarl in Nowgorod
  2. Eilif Ragnvaldsson Jarl in Nowgorod
  3. Ostrida Ragnvaldsdatter